# Мор (окръг, Северна Каролина)
Окръг Мор (на английски: Moore County) е окръг в щата Северна Каролина, Съединени американски щати. Площта му е 1829 km², а населението – 95 776 души (2016). Административен център е град Картидж.